# Hans Eysenck

Hans Eysenck

Hans Jürgen Eysenck (Berlijn, 4 maart 1916 – Londen, 4 september 1997) was een Engels psycholoog. Hij werd geboren in Duitsland, maar vanwege zijn verzet tegen het nazistisch regime aldaar vluchtte hij als jongeman in de jaren dertig naar Engeland.

## Biografie
Eysenck behaalde zijn Ph.D. in de psychologie in 1940 aan de universiteit van Londen.Tijdens WO II werkte hij in een noodhospitaal, waar hij onderzoek deed naar de betrouwbaarheid van psychiatrische diagnoses. Na de oorlog ging hij verder aan de universiteit van Londen als hoogleraar en tevens als directeur van de psychologische afdeling van het psychiatrisch instituut in het Bethlehem Royal Hospital.
Eysenck is het bekendst geworden door zijn onderzoeken op het gebied van de persoonlijkheidspsychologie. Hij verrichtte op dit terrein baanbrekend werk. Met behulp van statistische analysemethoden zoals de factoranalyse meende hij alle persoonlijkheidsverschillen te kunnen ordenen naar hun positie op twee onafhankelijke hoofddimensies, introversie tegenover extraversie en neuroticisme. Naast deze twee hoofdtrekken onderscheidde Eysenck nog als derde hoofdtrek psychoticisme. Dit samengevoegd staat ook bekend als Eysecks PEN-(Psychoticisme, Extraversie, Neuroticisme) model van de persoonlijkheid.
Combinaties van de 4 uiterste posities op de schalen introversie-extraversie en neuroticisme blijken goed de corresponderen met de oude typologie van Galenus: Hoog N, Hoog E: cholerisch type. Hoog N, Laag E, melancholisch type. Laag N, hoog E: sanguinisch type. Laag N en laag E: flegmatisch type. Nog steeds blijken de eerste twee dimensies van waarde, met name door hun aangetoonde relatie met biologisch-genetische factoren. Zo blijken introverten doorgaans door een hoger, en extraverten door een lager niveau van arousal gekenmerkt. Introverten zouden daardoor de neiging hebben intense stimuli te vermijden, en extraverten om intense stimuli juist op te zoeken. In beide gevallen blijft hun arousalniveau dus op het optimale peil. De dimensie introversie-extraversie van Eysenck vertoont overeenkomst met de oude typologie van Ivan Pavlov die als belangrijkste persoonlijkheidsdimensie 'sterkte van het zenuwstelsel' beschreef, oftewel de mate waarin men in staat is stimuli van hoge intensiteit te tolereren.
De theorie van Eysenck lijkt vanuit biologisch standpunt de meest 'zuinige theorie', in vergelijking met andere persoonlijkheidsonderzoekers. Zo ordende Raymond Cattell, eigenschappen in 16 onafhankelijke dimensies. Tegenwoordig heeft een model van vijf dimensies de meeste aanhang (de zogenaamde 'Big Five'). Eysencks publicaties over de erfelijkheid van intelligentie en crimineel gedrag riepen aanvankelijk veel (vooral politiek geladen) weerstand op. Later bleek dat wetenschappelijk gezien tegen zijn ideeën niet zoveel was in te brengen.
Eysenck heeft zich ook altijd verzet tegen de psychoanalyse, en gedragstherapie verdedigd als een empirisch toetsbaar alternatief voor de theorie van Sigmund Freud.